# Revelations: Persona
Revelations: Persona (女神異聞録ペルソナ?, Megami ibunroku: Perusona, lett. "La storia alternativa della Dea: Persona"), è un videogioco di ruolo alla giapponese sviluppato e pubblicato da Atlus. È stato messo in commercio per la console PlayStation nel 1996 in Giappone e negli Stati Uniti e successivamente è stato realizzato un porting per sistemi Microsoft Windows, nel solo Giappone, nel 1999.
Revelations: Persona è il primo capitolo del brand Persona, spin-off della serie giapponese di giochi di ruolo Megami Tensei, ed è ambientato in un universo fittizio molto simile al Giappone contemporeaneo. I protagonisti del videogioco sono alcuni studenti della scuola superiore St. Hermelin, situata nella città di Lunarvale, chiamati a respingere un'invasione di demoni tramite armi e poteri soprannaturali ed aiutati da potenti entità chiamate Persona.
Nel 2009 Atlus realizzò un remake di questo titolo per PlayStation Portable: Shin Megami Tensei: Persona. Il gioco è stato pubblicato in Giappone, negli Stati Uniti e per la prima volta in Europa (in quest'ultima regione solo in formato digitale, tramite PlayStation Network). Questo rifacimento presenta numerosi miglioramenti alle meccaniche di gioco, una completa ristrutturazione della presentazione grafica, una localizzazione in lingua inglese più fedele al canovaccio giapponese e contenuti aggiuntivi assenti nel titolo originale.

## Trama
Le vicende di gioco sono ambientate nella cittadina di Lunarvale (Mikage-cho nella versione giapponese) e vedono protagonisti un anonimo ragazzo, la personificazione del giocatore, ed i suoi amici, studenti della scuola superiore St. Hermelin. Secondo una leggenda che circola nell'istituto, chiunque giochi a Persona (un gioco ritualistico simile al popolare Bloody Mary) può vedere il fantasma di una bambina dai capelli neri. Mark (Masao Inaba) e Brad (Hidehiko Uesugi), due ragazzi del gruppo, fanno una scommessa sulla veridicità della leggenda e decidono di coinvolgere anche i loro amici. Terminato il rituale, il fantasma della bambina appare ai ragazzi ed alcuni di loro vengono folgorati da misteriosi raggi luminosi e trasportati in un'altra dimensione. Qui incontrano Philemon, un enigmatico uomo mascherato che dona a ciascuno di loro la capacità di evocare un demone personale, chiamato Persona, e li ammonisce al riguardo di oscuri avvenimenti che si abbatteranno su Lunarvale (Mikage-cho). Ritenendo che si trattasse solo di un sogno, i giovani minimizzano l'avvenuto e decidono di recarsi dalla loro amica Mary (Maki Sonomura), degente da qualche mese nell'ospedale della città a causa di una malessere cronico che la affligge sin dalla più tenera età. Durante la visita, il gruppo rimane intrappolato nell'ospedale e si ritrova ad affrontare un'agguerrita orda di demoni.

## Modalità di gioco
Il gameplay di Revelations: Persona rispetta i tradizionali canoni dei giochi di ruolo alla giapponese, proponendo al giocatore una storia interattiva contraddistinta da combattimenti casuali a turni ed inframezzata da fasi esplorative articolate fra le diverse località di gioco. All'inizio della partita è possibile scegliere un nome ed un cognome per il protagonista. Questi dati saranno utilizzati dagli altri personaggi quando devono riferirsi all'alter ego del giocatore. In determinati punti del gioco, principalmente durante i dialoghi, vengono altresì poste al giocatore scelte che possono influire sull'eventuale reclutamento di nuovi membri nel gruppo e sul tipo di finale ottenibile.

### Combattimenti
Le battaglie presenti nel gioco sono casuali e possono verificarsi durante gli spostamenti sulla mappa cittadina ed in ogni area popolata dai demoni. Gli scontri vengono combattuti alternando le azioni dei personaggi del gruppo, scelte dal giocatore, a quelle dei nemici, gestite dall'intelligenza artificiale. All'inizio di ogni turno della battaglia viene richiesto al giocatore di selezionare le azioni di tutti i personaggi del gruppo, quindi il turno passa agli avversari.
Ogni personaggio giocante ha a disposizione sei tipi di azione:
- Fight, il comando di attacco, a sua volta suddiviso in:
  - Sword (permette al giocatore di attaccare uno o più nemici con l'arma bianca equipaggiata)
  - Gun (permette al giocatore di attaccare uno o più nemici con l'arma a proiettili equipaggiata)
  - Persona (permette al giocatore di attaccare uno o più nemici con un incantesimo del Persona equipaggiato)
  - Persona change (permette al giocatore di cambiare il Persona equipaggiato con uno di quelli a disposizione)
  - Item (permette al giocatore di utilizzare un oggetto contenuto nell'inventario)
  - Defend (permette al giocatore di assumere una posizione difensiva)
- Escape (permette al giocatore di tentare la fuga dalla battaglia)
- Contact (permette al giocatore di contattare uno dei demoni avversari)
- Form (permette al giocatore di modificare la formazione di battaglia del gruppo, sacrificando un turno)
- Auto, il comando che assegna la strategia di gioco all'intelligenza artificiale, a sua volta suddiviso in:
  - Normal (forza tutti i personaggi ad attaccare con le rispettive armi bianche)
  - Replay (forza tutti i personaggi a ripetere la serie di attacchi scelti nel turno precedente)
  - Personal (forza tutti i personaggi a utilizzare una strategia personale predefinita dall'utente)
- Analyze (permette al giocatore di analizzare un nemico, ottenendo una serie di informazioni dettagliate sulle sue principali caratteristiche)

Il campo di battaglia è caratterizzato da un ampio reticolo sul quale vengono disposti i contendenti, collocati in base alla strategia scelta dal giocatore. Le diverse tipologie di attacco ed il loro relativo raggio d'azione vengono quantificati sulla griglia di combattimento tramite quadratini rossi, la distanza e la natura dei nemici possono influenzare l'efficacia della mossa.

#### Debolezze e resistenze
Una delle caratteristiche più rappresentative dei giochi della serie Shin Megami Tensei è il sistema di resistenze e debolezze in atto durante gli scontri. Ogni elemento sul campo di battaglia è soggetto ad una serie di incrementi o decrementi sull'ammontare del danno base, inflitto o ricevuto, dovuti alla natura degli incantesimi utilizzati: ogni demone nemico ha debolezze e resistenze predefinite, mentre quelle dei giocatori sono influenzate dal Persona al momento equipaggiato. Utilizzare un incantesimo di elemento avverso a quello di un nemico implica un danno maggiore a carico dell'avversario; la stessa cosa vale per le azioni compiute dai nemici nei confronti dei personaggi controllati dal giocatore.

### Esplorazione
Il gioco alterna tre visuali durante l'esplorazione delle diverse località di gioco: prima persona, terza persona e mappa.

La visuale in prima persona viene principalmente utilizzata durante l'esplorazione delle aree popolate dai demoni. Il giocatore può muoversi in ambienti tridimensionali ruotando la visuale di 360° e può orientarsi tramite una mappa contestuale. La visuale in terza persona viene utilizzata durante tutti i combattimenti, quando si entra in una stanza o in una locazione d'interesse durante la fase esplorativa e al verificarsi un certo evento che richieda un dialogo con un personaggio. La visuale della mappa si utilizza negli spostamenti tra i luoghi d'interesse sparsi per la città di Lunarvale. Oltre alle locazioni principali del gioco, atte al proseguimento della trama, esiste una serie di luoghi visitabili dal giocatore ed atti a svolgere una serie di attività secondarie.

#### Stanza di Velluto
La Stanza di Velluto è una stanza accessibile dal Joy Street Market o dal Black Market, due degli hub commerciali presenti a Lunarvale, ed in determinati dungeon. In questo luogo è possibile parlare con Igor, l'entità predisposta alla fusione delle carte dei demoni, al fine di ottenere ed equipaggiare nuovi Personae. La fusione richiede l'utilizzo di due carte demone e produce un nuovo Persona. Inoltre se il rango di un Persona viene massimizzato è possibile ritornarlo e trasformarlo in un oggetto come un'arma, incenso, materiale da fusione o qualche equipaggiamento.

### Sviluppo del personaggio e dei Persona
Alla fine di ogni combattimento viene distribuito ai vincitori un certo numero di punti esperienza che permette ai personaggi ed ai rispettivi Personae equipaggiati di aumentare di livello. L'aumento di livello si differenzia a seconda che sia il personaggio ad eseguirlo o il suo Persona.
Nel caso di un personaggio, l'aumento di livello comporta l'incremento di alcuni parametri fissi (come gli hit points), l'assegnazione di un certo numero di punti, investibili nelle caratteristiche di base del personaggio, e permette al giocatore di creare ed utilizzare Persona di livello pari o inferiore a quello attuale. Le statistiche di base di ogni personaggio sono cinque:
- Strength (lett. "Forza"): questo parametro influenza l'ammontare del danno provocato da un attacco fisico.
- Vitality (lett. "Vitalità"): questo parametro influenza la potenza della difesa contro gli attacchi fisici e, in minor parte, condiziona l'assegnamento dei punti vita.
- Dexterity (lett. "Destrezza"): questo parametro influenza la potenza della difesa, l'evasione degli attacchi avversari e la precisione nell'utilizzo delle armi equipaggiate. Condiziona, in minor parte, l'aumento delle statistiche magiche.
- Agility (lett. "Agilità"): questo parametro influenza la difesa, l'evasione contro gli attacchi avversari e riduce il tempo di attesa del proprio turno di battaglia.
- Luck (lett. "Fortuna"): questo parametro agisce in maniera meno visibile rispetto agli altri quattro e garantisce un piccolo miglioramento a tutte le statistiche.

Nel caso dei Persona, l'aumento di livello è condizionato dall'utilizzo dei loro incantesimi durante le battaglie. Ogni Persona può aumentare il proprio rango fino ad otto, guadagnando ad ogni livello un nuovo incantesimo. Raggiunto l'ottavo livello, il Persona non può più guadagnare ulteriore esperienza ma può essere ritornato nella Stanza di Velluto per ottenere qualcosa di nuovo.

## Personaggi

### Il protagonista
È la personificazione del giocatore, il cui nome può essere scelto all'inizio della partita e le cui azioni determinano lo svolgimento complessivo della trama ed influenzano il finale del gioco. È soprannominato the pierced boy (ピアスの少年?, Piasu no shounen, lett. "Il ragazzo con il piercing") in riferimento al piercing che porta all'orecchio sinistro, ed è presentato come un giovane studente del secondo anno iscritto alla scuola superiore St. Hermelin. Ha un fisico esile, capelli neri ed occhi marroni. Nella trasposizione americana del gioco i suoi capelli sono rossi, i suoi occhi azzurri e il caratteristico piercing all'orecchio è assente.
Ulteriori informazioni:
- Arcano dominante: L'Imperatore
- Persona iniziale: Seimen Kongou (Starion nella trasposizione americana)
- Persona finale: Amen Ra (Ra nella trasposizione americana)
- Doppiatore: Katashi Ishizuka, Akira Ishida (Drama CD 1), Kishō Taniyama (Drama CD 2), Irv Immerman (voce inglese accreditata in Revelations: Persona), Grant George (voce inglese nella versione PSP)
- Armi utilizzate
  - Arma bianca: Spada ad una mano
  - Arma a proiettili: Mitragliatrice automatica

### Maki Sonomura (Mary)
Maki Sonomura (園村麻希?, Sonomura Maki) è una gracile ragazza che ha passato gran parte della sua vita in ospedale a causa di cronici problemi di salute. Nel tempo libero pratica una pittura d'evasione, dilettandosi nella rappresentazione di nature morte. All'inizio del gioco il protagonista ed i suoi amici decidono di andare a trovarla in ospedale ma rimangono intrappolati nell'edificio e sono costretti affrontare un'orda di demoni sanguinari. Nella trasposizione americana del gioco il suo nome è stato cambiato in Mary.
Ulteriori informazioni:
- Arcano dominante: La Papessa
- Persona iniziale: Maso (Maria nella trasposizione americana)
- Persona finale: Verdandi (Valzante nella trasposizione americana)
- Doppiatrice: Jun Misuzawa, Hōko Kuwashima (Drama CD 1), Ryōko Shiraishi (Drama CD 2), Michelle Raymond (voce inglese accreditata in Revelations: Persona), Melissa Fahn (voce inglese nella versione PSP)
- Armi utilizzate
  - Arma bianca: Arco e frecce
  - Arma a proiettili: Pistola

### Kei Nanjo (Nate Trinity)
Kei Nanjo (南条圭?, Nanjō Kei) è il giovane rampollo del facoltoso gruppo Nanjo (Trinity Family Trust, nella versione americana) ed unico erede del cospicuo patrimonio familiare. Noto per la sua spiccata razionalità e la sua compostezza, si ritrova spesso a litigare con Masao a causa del suo carattere estremamente vivace ed espansivo. Nella trasposizione americana del gioco è chiamato Nate Trinity.
Ulteriori informazioni:
- Arcano dominante: L'Ierofante
- Persona iniziale: Aizen Myouou (Voodoo nella trasposizione americana)
- Persona finale: Yamaoka (Alfred nella trasposizione americana)
- Doppiatore: Jin Yamanoi, Toshiyuki Morikawa (Drama CD 1), Takashi Kondō (Drama CD 2), Milton Lawrence (voce inglese accreditata in Revelations: Persona) Troy Baker (voce inglese nella versione PSP)
- Armi utilizzate
  - Arma bianca: Spadone
  - Arma a proiettili: Fucile da cecchino

### Masao Inaba (Mark)
Masao Inaba (稲葉正男/マーク?, Masao "Maaku" Inaba), spesso soprannominato dal gruppo "Mark" (soprannome dato da sua madre) è un giovane scavezzacollo e combinaguai. È particolarmente legato a Kei, nonostante i due ragazzi abbiano caratteri diametralmente opposti, e sembra nutrire qualche sentimento per Maki, recandosi spesso a visitarla in ospedale nei periodi d'assenza. Masao è uno dei personaggi che più ha subito modifiche durante la localizzazione del gioco per il mercato americano. Il personaggio originale è presentato come un giovane lentigginoso, mentre nella versione americana è presentato come un afro americano di nome Mark.
Ulteriori informazioni:
- Arcano dominante: Il Carro
- Persona iniziale: Ogun (Shaman nella trasposizione americana)
- Persona finale: Susano-o (Demo nella trasposizione americana)
- Doppiatore: Katashi Ishizuka, Yūji Ueda (Drama CD 1), Hiroyuki Yoshino (Drama CD 2), Milton Lawrence (voce inglese accreditata in Revelations: Persona) Sam Riegel (voce inglese nella versione PSP)
- Armi utilizzate
  - Arma bianca: Ascia
  - Arma a proiettili: Fucile a pompa

### Hidehiko Uesugi (Brad)
Hidehiko Uesugi (上杉秀彦?, Uesugi Hidehiko), soprannominato da tutti "Brown" è un giovane burlone dalla battuta pronta in costante ricerca di attenzioni. Hidehiko introduce il gruppo al rituale di Persona facendo una scommessa con Masao, convinto che la faccenda della bambina dai capelli neri sia semplicemente una diceria. Nella versione americana del gioco è stato soprannominato Brad. Il motivo per il soprannome Brown non è dovuto per il colore dei suoi capelli ma per un incidente gastrointestinale avvenuto a scuola da bambino.
Ulteriori informazioni:
- Arcano dominante: La Giustizia
- Persona iniziale: Nemhain
- Persona finale: Tyr
- Doppiatore: Toranori Yoshikawa, Ryōtarō Okiayu (Drama CD 1), Yuichi Nakamura (Drama CD 2), Irv Immerman (voce inglese accreditata in Revelations: Persona), Keith Silverstein (voce inglese nella versione PSP)
- Armi utilizzate
  - Arma bianca: Lancia
  - Arma a proiettili: Mitragliatrice

### Eriko Kirishima (Ellen)
Eriko Kirishima (桐島英理子?, Kirishima Eriko), spesso soprannominata dal gruppo "Elly" è una delle ragazze più popolari della St. Hermelin. Ammirata da tutti gli studenti per l'elegante bellezza e le delicate movenze, Eriko è nata in una famiglia facoltosa ed ha studiato gran parte della sua vita fuori dal Giappone. Recentemente è tornata in patria per finire i suoi studi ed intraprendere una carriera come modella. Partecipa al rituale di Persona a causa del suo amore per l'occulto, avendo già provato il rituale in precedenza. Nella versione americana del gioco è stata soprannominata Ellen.
Ulteriori informazioni:
- Arcano dominante: Il Giudizio
- Persona iniziale: Nike (Victoria nella trasposizione americana)
- Persona finale: Michael
- Doppiatrice: Tomoe Hanba, Yukana Nogami (Drama CD 1), Haruna Ikezawa (Drama CD 2), Michelle Raymond (voce inglese accreditata in Revelations: Persona), Stephanie Sheh (voce inglese nella versione PSP)
- Armi utilizzate
  - Arma bianca: Fioretto
  - Arma a proiettili: Fucile

### Yuka Ayase (Alana)
Yuka Ayase (綾瀬優香?, Ayase Yuka) è una ragazza molto estroversa e popolare ma è spesso lasciata in disparte a causa della sua estrema franchezza e della sua abitudine a inventare dicerie. È una grande estimatrice della moda kogal. Decide di partecipare al rituale di Persona pur avendolo già sperimentato in altra occasione. Nella versione americana del gioco è stata soprannominata Alana.
Ulteriori informazioni:
- Arcano dominante: Il Mago
- Persona iniziale: Houri (Fury nella trasposizione americana)
- Persona finale: Freyr (Flare nella trasposizione americana)
- Doppiatrice: Masayo Kurata, Machiko Toyoshima (Drama CD 1), Ai Nonaka (Drama CD 2), Michelle Raymond (voce inglese accreditata in Revelations: Persona), Sandy Fox (voce inglese nella versione PSP)
- Armi utilizzate
  - Arma bianca: Frusta
  - Arma a proiettili: Pistola

### Reiji Kido (Chris)
Reiji Kido (城戸玲司?, Kido Reiji) è un ragazzo taciturno e solitario, trasferito da una scuola fuori Mikage-cho. Frequenta sporadicamente le lezioni e, per questo motivo, è contornato da un alone di mistero. Nella versione americana del gioco è stato soprannominato Chris.
Ulteriori informazioni:
- Arcano dominante: Il Diavolo (cambierà a La Morte dopo lo scontro con Kandori)
- Persona iniziale: Bres
- Persona finale: Mot (Mondo nella trasposizione americana)
- Doppiatore: Jim Yamanoi, Kazuya Nakai (Drama CD 1), Kenji Hamada (Drama CD 2), Milton Lawrence (voce inglese accreditata in Revelations: Persona) Christopher Sabat (voce inglese nella versione PSP)
- Armi utilizzate
  - Arma bianca: Pugni
  - Arma a proiettili: Fucile d'assalto

### Yukino Mayuzumi (Yuki)
Yukino Mayuzumi (黛ゆきの?, Mayuzumi Yukino) è una ex-yanki (やんきい?, yankī) riformata grazie all'intervento di Saeko Takami, la sua insegnante. Nonostante il suo passato da delinquente, è stata rapidamente accettata dagli altri studenti diventando in breve tempo una figura rispettata e benvoluta. Nella versione americana del gioco è stata soprannominata Yuki e diventata una studentessa trasferita dal Giappone.
Ulteriori informazioni:
- Arcano dominante: L'Imperatrice
- Persona iniziale: Vesta
- Persona finale: Durga (Dorga nella trasposizione americana)
- Doppiatrice: Tomoe Hanba (Megami Ibunroku Persona, Drama CD 1), Shizuka Itō (Drama CD 2), Michelle Raymond (voce inglese accreditata in Revelations: Persona), Kirsten Potter (voce inglese nella versione PSP)
- Armi utilizzate
  - Arma bianca: Rasoio
  - Arma a proiettili: Fucile a canne mozze

### Demoni
I demoni sono i principali antagonisti che il giocatore deve affrontare durante la partita. Sono rappresentati come entità soprannaturali che portano sofferenza agli esseri umani o si intromettono nella loro esistenza. Ogni demone è classificato in base ad una delle 22 tribù di appartenenza.

#### Contatto
Una caratteristica presente in tutti i giochi della serie Shin Megami Tensei è la possibilità di parlare con i demoni durante gli scontri. Colloquiare con i demoni permette al giocatore di ottenere una carta contenente l'essenza del demone contattato. Queste carte possono in seguito essere fuse nella Stanza di Velluto al fine di ottenere Personae più potenti.
Il contatto può essere iniziato da qualsiasi personaggio, selezionando il demone con cui desidera parlare, o può essere proposto occasionalmente dagli stessi demoni. Ci sono quattro diversi stati d'animo che possono essere suscitati nel demone in base alla conversazione svolta:
- Rosso (Rabbia)
- Verde (Felicità)
- Giallo (Disponibilità)
- Blu (Paura)

Per ottenere la carta del demone è necessario renderlo disponibile; realizzare uno qualsiasi degli altri stati d'animo causa la fine del contatto ed il normale proseguimento del combattimento.

### Persona
I Persona sono demoni evocati dai personaggi giocanti ed utilizzati per combattere i nemici del gioco. Incarnano le diverse sfaccettature dell'animo umano e realizzano il potenziale nascosto degli uomini che sono in grado di controllarli. In Revelations: Persona sono presenti un totale di 100 Personae, suddivisi ognuno sotto uno dei 22 arcani maggiori di appartenenza. Ogni protagonista è contraddistinto da un Persona iniziale, donato dal misterioso Philemon, e da un Persona finale, ottenibile utilizzando oggetti speciali durante le fusioni. I Persona traggono la loro origine da creature mitologiche e divinità presenti nella cultura di numerose popolazioni del mondo.

#### Arcani maggiori
1. Fool (Il Matto)
2. Magician (Il Mago)
3. Priestess (La Papessa)
4. Empress (L'Imperatrice)
5. Emperor (L'Imperatore)
6. Hierophant (L'Ierofante)
7. Lovers (Gli Amanti)
8. Chariot (Il Carro)
9. Justice (La Giustizia)
10. Hermit (L'Eremita)
11. Fortune (La Fortuna)
12. Strength (La Forza)
13. Hanged Man (L'Appeso)
14. Death (La Morte)
15. Temperance (La Temperanza)
16. Devil (Il Diavolo)
17. Tower (La Torre)
18. Star (La Stella)
19. Moon (La Luna)
20. Sun (Il Sole)
21. Judgment (Il Giudizio)
22. World (Il Mondo)

## Sviluppo
Il gioco ha subito notevoli cambiamenti a seguito della localizzazione per il mercato americano. Tutti i nomi dei protagonisti sono stati modificati con grafie alternative più occidentali e, in alcuni casi, è stato radicalmente modificato anche il loro aspetto fisico: l'esempio più evidente è il caso di Mark - Masao Inaba - trasformato in un ragazzo di colore e infarcito di dialoghi stereotipati in gergo afro-americano.
Gran parte dei riferimenti al Giappone ed alla sua cultura sono stati espunti, soprattutto laddove certi giochi di parole fossero comprensibili solo dai parlanti giapponesi. La moneta di scambio è stata convertita da yen in dollari e la città in cui si svolge il gioco, Mikage-cho, è stata rinominata in Lunarvale. Restano tuttavia alcuni riferimenti al mondo nipponico, lasciati inspiegabilmente intatti a seguito della trasposizione: i templi shintoisti e diversi edifici legati alla religiosità orientale, i tradizionali portascarpe presenti all'entrata delle scuole ed alcuni riferimenti a canzoni giapponesi.
Per poter meglio coinvolgere i giocatori oltre oceano sono stati inseriti nel gioco alcuni riferimenti alla cultura ed ai programmi televisivi americani e gran parte delle descrizioni dei demoni e delle loro origini sono state modificate e/o eliminate. La versione americana del gioco presenta una difficoltà minore rispetto all'originale giapponese: i combattimenti casuali contro i nemici sono meno frequenti e generalmente più semplici, e gli oggetti acquistabili nel gioco sono meno costosi.
Una delle più evidenti mancanze presenti in Revelations: Persona è l'assenza della quest secondaria "Snow Queen". In realtà la quest è presente nel codice sorgente della versione americana del gioco ma è stata nascosta e resa inaccessibile. È possibile sbloccare l'evento per attivare questa storia parallela utilizzando specifici codici da inserire prima dell'avvio del gioco tramite dispositivi come l'action replay ed il gameshark.

## Remake

Logo di Shin Megami Tensei: Persona

Atlus pubblicò nel 2009 un remake del gioco, intitolato Shin Megami Tensei: Persona per PlayStation Portable. Shoji Meguro, già compositore delle musiche di diversi capitoli della saga, venne scelto come direttore del progetto e compose le musiche di gioco insieme a Hidehito Aoki, Misaki Okibe e Kenichi Tsuchiya. Per mantenere una continuità con gli altri giochi della serie, Atlus intitolò il remake "Shin Megami Tensei: Persona", abbandonando il prefisso giapponese "Megami Ibunroku" e quello americano "Revelations".
Tra i cambiamenti notevoli si segnalano:
- Scene inedite in FMV realizzate dallo studio Kamikaze Douga, doppiate solo nella versione americana del gioco, ed un filmato introduttivo accompagnato dal tema "Dream of a Butterfly", composto da Shoji Meguro e cantato dalla vocalist di Persona 3 Yumi Kawamura
- Nuova interfaccia utente, modificata per beneficiare dello schermo a 16:9 della PSP
- Sistema di gioco ribilanciato con l'aggiunta di un selettore della difficoltà all'inizio della partita, diviso in Easy (Facile), Normal (Normale) e Hard (Difficile). Nella modalità Easy i nemici sono il 50% più deboli rispetto alla modalità Normal e le battaglie sono relativamente più semplici. Questo tipo di difficoltà è mirata ai giocatori inesperti che vogliono semplicemente godersi la storia. Nella modalità Normal la difficoltà è orientata ad una sfida impegnativa ma non impossibile; questo tipo di difficoltà è considerata quella standard. Nella modalità Hard i nemici sono il 50% più forti rispetto a quelli incontrati a modalità Normal; sono inoltre dotati di un maggior numero di punti vita ed in grado di infliggere danni più consistenti.
- Un maggiori numero di punti di salvataggio ed un'opzione dedicata per il salvataggio rapido e la sospensione della partita
- Tempi di caricamento delle battaglie casuali dimezzati rispetto alla versione PlayStation e possibilità di saltare interamente qualsiasi animazione di combattimento
- Nuovi piani per i dungeon della quest principale e per quelli della quest secondaria "Snow Queen Quest" (assente nella versione americana del gioco originale per PlayStation)
- Mappa della città riprogettata utilizzando una prospettiva a volo d'uccello con l'aggiunta di segnaposti nei punti notevoli d'interesse
- Localizzazione interamente rivisitata e meglio adattata all'originale giapponese
- Nuova colonna sonora

Il gioco è stato messo in commercio simultaneamente sia su supporto fisico, in America e Giappone, che su supporto digitale, tramite PlayStation Network. Le prime copie della versione giapponese e americana contenevano come bonus la colonna sonora ufficiale su due CD-ROM.
Un aspetto criticato del remake è la nuova colonna sonora, considerata da alcuni fan tematicamente diversa rispetto a quella originale, dato che riprende molti aspetti dello stile moderno di Persona.

## Media collegati

### Colonna sonora
La colonna sonora ufficiale di Revelations: Persona è stata pubblicata da Atlus in due versioni: Persona Be Your True Mind Original Soundtrack pubblicata il 17 giugno 1999 e composta da quattro CD e Megami Ibunroku Persona Original Soundtrack & Arrange Album pubblicata il 18 aprile 1999 e composta da 3 CD con alcuni brani arrangiati. Hidehiko Aoki, il creatore delle musiche del gioco, è accreditato per la composizione dei brani insieme a Kenichi Tsuchiya, Shoji Meguro e Misaki Okibe.
Anche il remake del gioco ha una sua colonna sonora ufficiale su due CD, Persona Original Sountrack, pubblicata in Giappone il 29 aprile 2009 ed inclusa gratuitamente nelle prime copie della versione americana.

### Manga
Il gioco ha ispirato un adattamento sotto forma di manga, intitolato Megami Ibunroku - Persona (女神異聞録ペルソナ?, Megami Ibunroku - Perusona). La storia e i disegni sono stati affidati all'artista giapponese Shinsuu Ueda. I capitoli dell'opera sono stati serializzati sulla rivista mensile GFantasy dal marzo del 1996 al maggio del 2000. L'opera messa in commercio è composta da otto volumetti in formato tankōbon.